# ملوك باشوندهارا ارينا
ملوك باشوندهارا ارينا (بالإنجليزية: Bashundhara Kings Arena)‏ يُعرف أيضًا باسم منزل الأبطال، هو ملعب كرة قدم بنغلاديشيون يقع في مجمع باشوندهارا الرياضي في دكا بنغلاديش، بسعة أربعة عشر ألفًا (14000) متفرج.